# Насіп Начо
Насіп Начо (алб. Nasip Naço; нар. 5 квітня 1961, Скрапар) — албанський політик. Міністр юстиції Албанії в уряді Еді Рами з вересня 2013 року.

## Біографія
З 1988 по 1992 він вивчав право на юридичному факультеті Тиранського університету. До 1994 року він працював окружним прокурором в окрузі Берат, пізніше став юристом в Асоціації адвокатів Берата і Тирани, де він працював до 1997 року. Він обіймав різні посади, у тому числі прокурора у Бераті, директора розвідувальної служби у Міністерстві внутрішніх справ, прокурором у Генеральній прокуратурі, начальником відділу по боротьбі з терористичними актами і злочинами проти фізичних осіб у Генеральній прокуратурі, головним прокурором у Дурресі.
Начо був політичним секретарем Соціалістичного руху за інтеграцію в окрузі Берат з 2008 по 2009. З 2009 по 2011 він працював віце-спікером Зборів Албанії. Міністр економіки, торгівлі та енергетики в уряді Салі Беріши з 2011 по 2012 рік. Крім того, у липні 2012 року він був переобраний заступником спікера Зборів Албанії.
Брав участь у серії семінарів і навчальних курсів з питань кримінального права і процесу, судового правозастосування та поліції, організації Генеральної прокуратури, школи магістратури, а також тренінгів за кордоном в Італії, Польщі, США, Німеччини, Данії та ін.
Одружений, має двох дітей. Він вільно володіє англійською та італійською мовами.